# Carrer Carreta (Sitges)
El carrer Carreta és un carrer de Sitges (Garraf) inclòs a l'Inventari del Patrimoni Arquitectònic de Catalunya.

## Descripció
El carrer Carreta comunica el carrer Major amb el Passeig de la Ribera. És un carrer gòtic, de voreres estretes i edificis de planta baixa i un pis, que fins no fa gaire configuraven la imatge del conjunt del carrer. Malgrat l'elevació en alçaria, les construccions conserven en general les característiques tipològiques de l'arquitectura popular, amb portes d'arc de pedra adovellat

## Història
El carrer Carreta forma part del primer raval que es desenvolupà a la Sitges medieval a partir de la muralla del nucli primitiu. La muralla comptava així amb dues portes, que comunicaven amb els camins de Barcelona i de Vilanova. La formació del primer eixample de la vila es produí el segle xiv sobre el segon camí esmentat i comprenia els carrers Nou, Tacó, Careta, Major i de l'Aigua. Al segle xvii, una segona muralla recolliria aquest primer raval.
El desenvolupament bast en el turisme que ha experimentat Sitges al llarg del segle xx, ha ocasionat modificacions en el carrer, però sense alterar fonamentalment l'harmonia del conjunt.